# 十余二
十余二（とよふた）は、千葉県柏市の地名（大字）。郵便番号は277-0872。

## 地理
柏市北西部に位置する。柏市柏の葉・若柴・中十余二・松葉町・大山台・松ケ崎・高田、流山市美田・駒木台と隣接する。
地域内は住宅、農地、工場の混在した地域となっており、北と南にそれぞれ飛び地がある。地域内には千葉県立柏特別支援学校、高田原交番、柏十余二東郵便局があり、地域の西部を首都圏新都市鉄道つくばエクスプレス、都市軸道路が通る。

### 地価
住宅地の地価は、2014年（平成26年）1月1日の公示地価によれば、十余二字梅林216番19の地点で8万4,800円/m2となっている。

## 歴史
元は小金牧の一部（高田台牧）であったが、1869年（明治2年）に政府が東京府に命じたことにより開墾が行われた。1872年（明治5年）には十余二村が立村され、1889年（明治22年）の市制・町村制施行時も単独で一村を形成していた。
1914年（大正3年）には田中村と合併して田中村の大字となる。1949年（昭和24年）には中十余二を分離し、十余二は中十余二を挟んで北と南に分裂した。
1954年（昭和29年）には東葛市を経て柏市の大字となり、1970年（昭和45年）に一部を流山市駒木新田に編入、1971年（昭和46年）には北側の北部を新十余二として分離した。1989年（昭和64年）には西側地域を西原、西柏台に一部分離、1990年（平成2年）には柏の葉三丁目に一部分離した。

### 地名の由来
小金牧と佐倉牧の跡地に東京府下から移民が入植・開墾した際に、12番目に移住された地域であったことによる。
十余二以外の入植地は、初富（鎌ケ谷市）、二和、三咲（以上船橋市）、豊四季（柏市）、五香、六実（以上松戸市）、七栄 （富里市）、八街（八街市）、九美上（香取市）、十倉（富里市）、十余一（白井市）、十余三（成田市・多古町）の順に続く。

### 沿革
- 1872年（明治5年）- 小金牧の一部（高田台牧）より葛飾郡十余二村を新設。
- 1891年（明治24年）4月1日 - 東葛飾郡八木村大字青田新田飛地を編入。
- 1914年（大正3年）- 東葛飾郡田中村と合併、田中村大字十余二となる。
- 1949年（昭和24年）4月1日 - 東葛飾郡田中村大字十余二のうち旧柏飛行場区域を、中十余二として分離。
- 1954年（昭和29年）
  - 9月1日 - 東葛飾郡田中村が同郡柏町、小金町、土村と合併、東葛市となる。
  - 11月15日 - 東葛市が柏市に改称。
- 1969年（昭和44年）11月1日 - 流山市大字駒木新田字南台中・字南台東を柏市に編入。当該部分が柏市大字駒木新田字南台中・字南台東となる。
- 1970年（昭和45年）- 十余二の一部を流山市駒木新田に編入。
  - 2月10日 柏市大字駒木新田字南台中・字南台東を柏市大字十余二字南前山に編入。
- 1971年（昭和46年）- 十余二の一部を新十余二に分離。
- 1989年（昭和64年）1月1日 - 十余二の一部を西原、西柏台に分離。
- 1990年（平成2年）3月24日 - 十余二の一部を柏の葉三丁目に分離。
- 2018年（平成30年）9月22日 - 柏インター第一地区土地区画整理事業に伴い、十余二の一部を分離し、柏インター南を設置[6]。

## 世帯数と人口
2018年（平成30年）10月31日現在の世帯数と人口は以下の通りである。
| 大字   | 世帯数    | 人口    |
| ------ | --------- | ------- |
| 十余二 | 2,996世帯 | 6,622人 |

## 小・中学校の学区
市立小・中学校に通う場合、学区は以下の通りとなる。
小学校
- 柏市立柏第四小学校 - 十余二248～312番地、313番地（313番地18～20、158～165、173、183～186、250、316～317、370～371及び425～434を除く）[7]
- 柏市立高田小学校 - 十余二216～242番地、333番地、579～611番地、615～616番地[7]
- 柏市立田中小学校 - 十余二501～539番地[7]
- 柏市立松葉第一小学校 - 十余二276番地、287～297番地、313番地173[7]
- 柏市立十余二小学校 - 十余二1～2番地、4～5番地、155～201番地、204番地、208番地、244番地、380番地、399番地、401～405番地、409番地、418番地、548～575番地、618番地[7]

中学校
- 柏市立柏第五中学校 - 十余二216～243番地、245～286番地、288～312番地、313番地（313番地18～20、158～165、173、183～186、250、316～317、370～371、425～434を除く）[8]
- 柏市立田中中学校 - 十余二501～539番地[8]
- 柏市立西原中学校 - 十余二1～208番地、244番地、380～499番地、548～575番地、618番地、621～629番地[8]
- 柏市立松葉中学校 - 十余二276～297番地、313番地173[8]

## 交通

### 鉄道
十余二は広範囲にわたり、飛び地も存在し、また複数のバス路線があるため、最寄り駅も柏駅、北柏駅、柏の葉キャンパス駅、柏たなか駅、豊四季駅、初石駅、江戸川台駅と多岐にわたる。一部、徒歩またはバスの利用により、柏駅と北柏駅、柏駅と柏の葉キャンパス駅、北柏駅と柏の葉キャンパス駅の両方を利用できる地区もある。

### バス
路線バスは、東武バスセントラル西柏営業事務所（旧：東武バスイースト）が運行する。
- 柏15・柏44・西柏01・西柏02・西柏5（柏駅 - 十余二方面）
- 西柏03・西柏04（柏の葉キャンパス駅 - 国立がん研究センター方面）
- 柏03・柏12（市立柏高校線）
- 柏05・柏09（若柴線）
- 柏02（市内循環線）
- 西柏06（西原線）
- 西柏10（みどり台線）
- 西柏13（柏特別支援学校線）

### 道路
- 国道16号
- 千葉県道47号守谷流山線
- 千葉県道279号豊四季停車場高田原線

## 教育機関

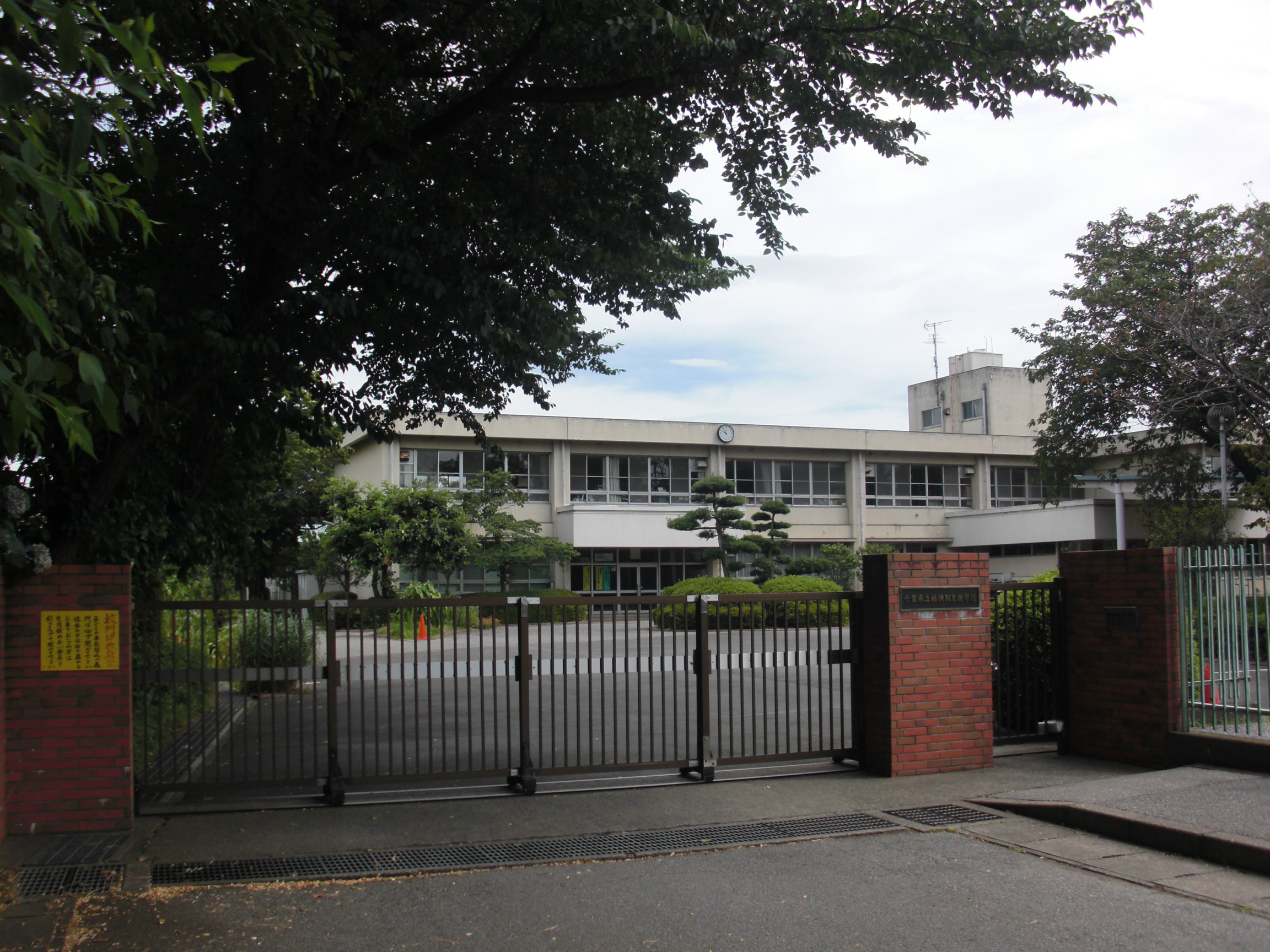
千葉県立柏特別支援学校

- 柏市立柏の葉小学校
- 柏市立柏の葉中学校
柏市立十余二小学校の所在地は柏の葉である。
- 千葉県立柏特別支援学校[10]
- 流通経済大学付属柏中学校・高等学校

## 施設
- 柏警察署高田原交番
- 航空自衛隊柏送信所
- 柏十余二東郵便局
- 岡本硝子本社・ガラス事業所
- 昭和ゴム本社・工場
- パウダーテック本社工場[11]
- DNPテクノパック柏工場（大日本印刷グループ、旧：株式会社大日本ポリマー）[12]
- みのりの湯 - 2022年1月31日閉館